# Puntura venosa

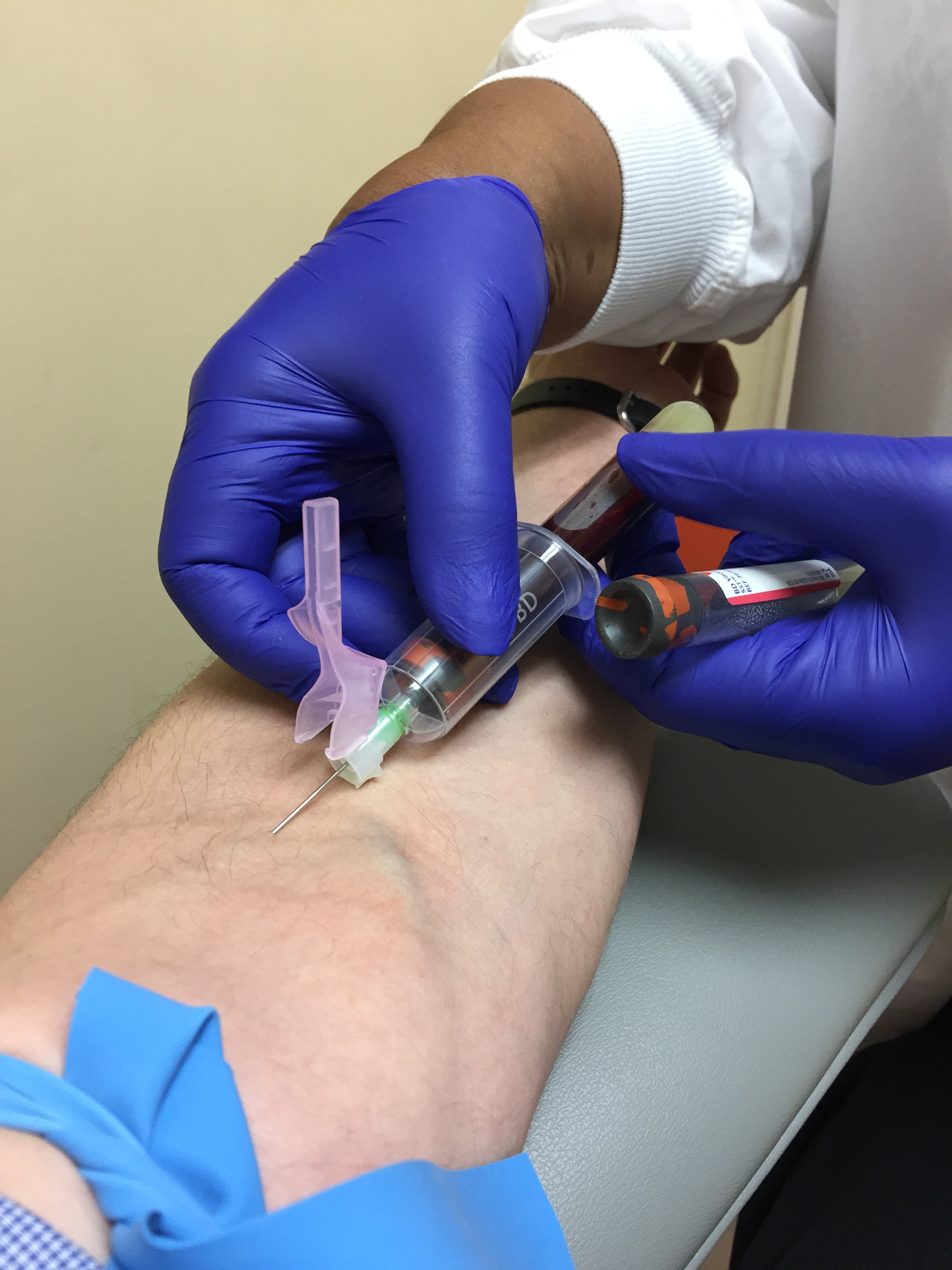
Prelievo a seguito della puntura venosa

In medicina, la puntura venosa o venipuntura è il processo per ottenere l'accesso endovenoso allo scopo di effettuare una terapia endovenosa o per il prelievo ematico di sangue venoso. Nell'assistenza sanitaria, questa procedura viene eseguita da tecnici sanitari di laboratorio, medico, paramedici, tecnici di dialisi, infermieri ed altro personale sanitario. In medicina veterinaria, la procedura viene eseguita da veterinari e tecnici veterinari.

## Scopi
La venipuntura è una delle procedure invasive più frequenti  e viene eseguita per uno dei seguenti motivi:
- ottenere sangue per scopi diagnostici;
- monitorare i livelli dei componenti del sangue;
- somministrare trattamenti terapeutici che includono farmaci, alimentazione (fleboclisi) o chemioterapia;
- rimuovere il sangue a causa di livelli eccessivi di ferro o eritrociti (globuli rossi);
- raccogliere sangue per usi successivi, principalmente trasfusioni sia nel donatore che in un'altra persona.

L'analisi del sangue è un importante strumento diagnostico a disposizione dei medici nell'ambito dell'assistenza sanitaria.
La puntura venosa può anche avere lo scopo di effettuare una flebotomia (incisione in una vena) per il trattamento di alcune malattie come l'emocromatosi e la policitemia primitiva e secondaria.

## Procedure
La puntura può essere effettuata con diverse modalità in base all'età del paziente, l'attrezzatura disponibile e le analisi richieste, ecc..
La puntura è il più delle volte effettuata tramite un ago cavo sulle vene superficiali dell'arto superiore, dove la vena cubitale mediana, che si trova all'interno della fossa cubitale, anteriormente al gomito, è vicina alla superficie della pelle senza grosse nervature posizionate nelle vicinanze.
Quando vengono prelevate piccole quantità di sangue, attraverso il prelievo di campioni dai polpastrelli o, prevalentemente nei neonati, nella zona del tallone o delle vene del cuoio capelluto si parla di prelievo capillare.